# Charles Laurent (Fußballspieler)
Charles „Charlie“ Laurent (* 24. März 1910 in Uzès; † 2. Juli 1987 in Antibes) war ein französischer Fußballspieler.

## Karriere
Laurent begann das Fußballspielen beim unterklassigen Verein Gallia Glub aus seiner Heimatstadt Uzès, von wo aus der 163 Zentimeter große Mittelfeldspieler 1930 zu Olympique Alès wechselte. Mit Alès gelang ihm die Qualifikation für die Division 1, die 1932 als höchste französische Spielklasse eingeführt wurde und den Profifußball im Land begründete. Seine erste Saison als Profi absolvierte der Fußballer, der zwar in die Auswahl Südostfrankreichs, aber nie in die Nationalmannschaft aufgenommen wurde, als Stammspieler; er konnte jedoch nicht verhindern, dass seine Mannschaft den letzten Tabellenplatz besetzte und somit 1933 die erste Liga verlassen musste. Infolgedessen zählte er nicht nur zu den Mitbegründern der obersten Liga, sondern auch der 1933 gegründeten zweiten Liga. Als Leistungsträger hatte er Anteil am 1934 erreichten direkten Wiederaufstieg und ein Jahr später am Klassenerhalt in der ersten Liga. Als Alès 1936 allerdings erneut den Gang in die Zweitklassigkeit anzutreten hatte, kehrte er dem Klub nach sechs Jahren den Rücken.
Einen neuen Arbeitgeber fand Laurent im selben Jahr im Erstligisten FC Sète. Bei Sète besetzte er ebenso wie zuvor in Alès einen unangefochtenen Stammplatz; dies zeigte sich darin, dass er im Verlauf der Spielzeit 1937/38 bei allen Partien auf dem Platz stand. Darüber hinaus war er nach seinem Wechsel Teil einer erfolgreichen Mannschaft, die sich nach dem dritten Platz 1938 am Ende der Spielzeit 1938/39 den Meistertitel sicherte, was den ersten Titel des Spielers auf nationaler Ebene darstellte. Der Ausbruch des Zweiten Weltkriegs im selben Jahr legte zwar den offiziellen Spielbetrieb lahm, hinderte Laurent aber nicht an der Teilnahme der inoffiziell ausgetragenen Meisterschaften. In deren Verlauf siegte sein Verein 1942 in der Südgruppe und schaffte zugleich den Einzug ins landesweite Pokalfinale, das allerdings mit 0:2 gegen Red Star Paris verloren ging. 
Die Spielzeit 1943/44 wurde nicht mehr mit Vereinen, sondern mit regionalen Mannschaften ausgetragen, wobei sich Laurent der ÉF Montpellier-Languedoc anschloss. Danach kehrte er zum FC Sète zurück, der 1945 an der Neuaufnahme des Spielbetriebs in der Division 1 beteiligt war. Nach einem Jahr als Stammspieler nahm der Profi 1946 zehn Jahre nach seiner Verpflichtung Abschied von Sète und verließ nach 184 Partien sowie acht Toren die Erstklassigkeit. Für ein weiteres Jahr trat er im Trikot des Zweitligisten FC Antibes an, ehe er 1947 seine Laufbahn beendete. Er blieb in der Stadt Antibes, um dort als Sportlehrer zu arbeiten.